# 3904 Honda
3904 Honda је астероид главног астероидног појаса са средњом удаљеношћу од Сунца која износи 2,555 астрономских јединица (АЈ).
Апсолутна магнитуда астероида је 11,3.